# Aedes rotumae
Aedes rotumae är en tvåvingeart som beskrevs av John Nicholas Belkin 1962. Aedes rotumae ingår i släktet Aedes och familjen stickmyggor. Inga underarter finns listade i Catalogue of Life.